# Yoshie Takeshita

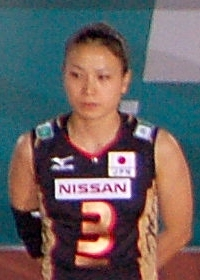
Yoshie Takeshita

Yoshie Takeshita (japanska: 竹下佳江), född 18 mars 1978 i Kitakyushu, Fukuoka, är en kvinnlig japansk volleybolltränare och tidigare volleybollspelare. Hon spelade med Japans damlandslag i volleyboll mellan 1997 och 2012.

## Klubbar
- Som spelare:
  - NEC Red Rockets (1996-2002)
  - JT Marvelous (2002-2012)
- Som tränare
  - Victorina Himeji (2016)